# Assis Basket
O Assis Basket, ou Basquete Assis, como é conhecido atualmente, é uma equipe brasileira masculina de basquete da cidade de Assis, São Paulo.

## História
O Assis Basket começou suas atividades em 2002, quando a Autarquia Municipal de Esporte de Assis (AMEA) montou uma equipe para a disputa da segunda divisão do Campeonato Paulista. Com o título do Campeonato Paulista da Série A-2, o time garantiu o acesso. Após uma parceria entre a Autarquia Municipal de Esporte de Assis (AMEA) e a Casa di Conti, o time passou a ser conhecido como AMEA/Conti/Assis, debutando na elite do estado em 2003. O time assisense rapidamente acumulou títulos, vencendo o Torneio Novo Milênio em 2004 e 2005. Em 2006, o projeto passou a ser gerido pelo Clube Atlético Campestre de Assis, porém com a AMEA dando grande suporte. Participou pela primeira vez do Campeonato Brasileiro de Basquete ao disputar o polêmico Nacional de 2006, marcado por não ter chego ao fim. Naquele mesmo ano, foi vice-campeão paulista, perdendo a disputada série decisiva para a equipe do Franca por 3 a 2. Em 2008, o Conti/Assis novamente encontrou o Franca em uma final. Desta vez, o campeonato foi a Supercopa de Basquete, competição criada por clubes paulistas dissidentes da CBB. Os francanos ficaram com a taça ao vencer o playoff por 3 a 1. No início de 2009, o Assis Basket perdeu seu principal patrocínio (Conti), ficando apenas com o apoio de empresas menores e da prefeitura. Com o acerto com outros patrocinadores passou a ser conhecida como Amigão/Andorinha/Unimed/Assis. A equipe participou do Novo Basquete Brasil, do qual foi um dos fundadores, em três edições, indo aos playoffs na edição de 2009-10. Na temporada 2010-11, a equipe conseguiu repetir a campanha de anos anteriores e ficou sem se classificar aos playoffs do Paulistão e na última colocação do NBB. 
Em 2011, o Assis Basket chegou a anunciar um novo técnico, mas logo surgiram boatos de que a equipe novamente não teria apoio de empresas e poderia fechar as portas. Isto foi confirmado pela diretoria e pela prefeitura municipal, que rompeu o aporte financeiro dado ao projeto. Contudo, a inatividade durou pouco e já em 2012 a Autarquia Municipal de Esporte de Assis (AMEA) voltou a gerir integralmente o time. Além disso, a Casa di Conti retomou o apoio com o Assis Basket, que passou a ter o nome fantasia de Conti Cola/Assis. Neste retorno, o Assis jogou campeonatos menores pelo estado como o da Liga Regional e divisões inferiores do Campeonato Paulista. Em 2015, o projeto ganhou o apoio do VOCEM, passando a ser VOCEM/Conti Cola/Assis. Em 2016, foi campeão do Campeonato Paulista Aberto (um torneio que mesclava equipes da primeira e segunda divisão). A conquista deu direito ao Assis em voltar para elite, mas o time não reuniu o montante necessário para jogar o Paulista de 2017. Em 2019, o Conti Cola/Assis venceu o Campeonato Paulista da 1.ª Divisão.
A equipe novamente não conseguiu reunir o aporte financeiro necessário para disputar a divisão de elite do Paulista, não exercendo assim seu direito conquistado em quadra. Ao final de 2019, uma união entre jogadores do time e entusiastas do esporte da cidade, de diversas áreas, fundou a Associação Novo Basquete de Assis (A.N.B.A.). Esta, juntamente da Secretaria Municipal de Esportes de Assis (antiga Autarquia Municipal de Esporte de Assis), passaram a administrar o time, que mudou o nome fantasia para Basquete Assis após uma redefinição da marca.  
Em 2020, a equipe, já sob a nova gerência, foi vice-campeã paulista da série A2, perdendo o título para o Basquete Tatuí em final muito disputada.
O Basquete Assis disputou em 2021 a Copa São Paulo, ficando com o terceiro lugar no certame.
Em agosto de 2021, a diretoria do Basquete Assis, após algumas reuniões com possíveis patrocinadores, fechou um acordo com a Webby Internet, para esta ser a patrocinadora máster da equipe por seis meses. Assim, a equipe passou a se chamar Webby/Basquete Assis, contratando jogadores com bagagem nacional e tendo novamente uma visibilidade positiva dentro o cenário estadual, conquistando o 3º lugar no Campeonato Paulista da 1ª Divisão.

## Títulos
| Estaduais | Estaduais                                      | Estaduais | Estaduais   |
|           | Competição                                     | Títulos   | Temporada   |
| --------- | ---------------------------------------------- | --------- | ----------- |
| São Paulo | Torneio Novo Milênio                           | 2         | 2004 e 2005 |
| São Paulo | Campeonato Paulista - A-2                      | 1         | 2002        |
| São Paulo | Campeonato Paulista Aberto - Divisão de Acesso | 1         | 2016        |
| São Paulo | Campeonato Estadual da 1.ª Divisão             | 1         | 2019        |

### Outros torneios
- Copa EPTV: 2 vezes (2006 e 2007).

## Campanhas de destaque
- Vice-campeão do Campeonato Paulista: 2006.